# Cameron Norrie
Cameron Norrie, född 23 augusti 1995 i Johannesburg, Sydafrika, är en brittisk tennisspelare. Han har som högst varit rankad på 8:e plats på ATP-singelrankingen och på 117:e plats på dubbelrankingen. Norrie har vunnit fem singeltitlar och en dubbeltitel på ATP-touren.

## Karriär
I juli 2021 vann Norrie sin första ATP-singeltitel då han besegrade Brandon Nakashima med 6–2, 6–2 i finalen av Los Cabos Open.
I oktober 2021 tog Norrie sin första ATP Masters 1000-titel då han besegrade Nikoloz Basilashvili i finalen av BNP Paribas Open.
I februari 2022 tog Norrie sin tredje singeltitel då han besegrade Reilly Opelka i finalen av Delray Beach Open.
Den 21 maj 2022 tog Norrie sin fjärde singeltitel då han besegrade Alex Molcan i finalen av Open Parc Auvergne-Rhone-Alpes Lyon i Frankrike.

## ATP-titlar
Singel
- Los Cabos Open, Mexiko – Juli 2021
- BNP Paribas Open, USA – Oktober 2021
- Delray Beach Open, USA – Februari 2022
- Open Parc Auvergne-Rhone-Alpes Lyon, Frankrike – Maj 2022
- Rio Open, Brasilien – Februari 2023

Dubbel
- Estoril Open, Portugal – Maj 2018 (med Kyle Edmund)